# دانیله روسو (بازیکن فوتبال، زاده ۱۹۷۳)
دانیله روسو (انگلیسی: Daniele Russo؛ زادهٔ ۳ ژوئیهٔ ۱۹۷۳) بازیکن فوتبال اهل ایتالیا است.
از باشگاه‌هایی که در آن بازی کرده‌است می‌توان به باشگاه فوتبال پروجا، باشگاه فوتبال دلفینو پسکارا، و باشگاه فوتبال پیستویزه اشاره کرد.